# Andrew Purves
Andrew Purves é um teólogo cristão reformado, inicialmente membro da Igreja da Escócia (ingressando mais tarde na Presbyterian Church (USA)) e professor de Teologia Reformada no Pittsburgh Theological Seminary . 
Purves nasceu em Edimburgo, na Escócia. Durante sua graduação em Philosophy and Divinity na Universidade de Edinburgh, Purves foi aluno de Thomas F. Torrance. Thomas F. Torrance e seu irmão James Torrance, assim como Atanásio, João Calvino, Karl Barth e Jurgen Moltmann, foram influências importantes no desenvolvimento teológico de Purves.
Originalmente membro da Igreja da Escócia, Purves mudou-se para os Estados Unidos em 1978 e foi ordenado em 1979. Serviu como pastor de uma igreja presbiteriana em Clinton, Pensilvânia, até 1983, quando começou a lecionar no Seminário Teológico de Pittsburgh .
Um dos principais interesses de Purves é a Cristologia. Ele defende continuamente uma conexão vital entre a pessoa e a obra do Senhor Jesus Cristo em sua humanidade vicária e na vida cristã; uma conexão fundada na união do crente com Cristo.
Grande parte do trabalho de Purves é um chamado para recuperar a tradição cristológica clássica da Igreja, renovando assim a Igreja através da doutrina tradicional e da sabedoria dos escritores patrísticos. Alguns o associam ao movimento paleo-ortodoxo. Ele se tornou um líder da renovação evangélica na Igreja Presbiteriana dos Estados Unidos da América e tornou-se conhecido nessa denominação por seu apoio a visões cristãs conservadoras, reivindicando a centralidade de Cristo.  

## Obras
- The Search for Compassion: Spirituality and Ministry ISBN 0-664-25065-3
- Pastoral Theology in the Classical Tradition ISBN 0-664-22241-2
- Union in Christ (with Mark Achtemeier)  ISBN 1-57153-019-3
- Encountering God: Christian Faith in Turbulent Times (with Charles Partee)  ISBN 0-664-22242-0
- Reconstructing Pastoral Theology: A Christological Foundation ISBN 0-664-22733-3
- "The Trinitarian Basis of a Christian Practical Theology" in The International Journal of Practical Theology
- The Crucifixion of Ministry ISBN 978-0-8308-3439-6
- The Resurrection of Ministry ISBN 978-0-8308-3741-0